# CMB Bocșa
Construcții Metalice Bocșa (CMB) a fost o companie producătoare de construcții metalice din România.
Obiectul principal de activitate al CMB îl reprezenta construcția, cercetarea, proiectarea, montarea, întreținerea, repararea de confecții metalice pentru obiective industriale, civile, termoenergetice, precum și efectuarea operațiunilor de comert exterior, marketing, consulting și engeneering.
Compania a fost privatizată în decembrie 2002, când APAPS a vândut 70 la sută din acțiunile CMB către Victor Târlea, pentru suma de 2,7 milioane euro.
În toamna anului 2005, compania a intrat în faliment.
Până în anul 1989, la CM Bocșa se fabricau componente pentru poduri metalice și macarale-turn de toate tipurile.
Podul de la Vadu Oii sau părți importante din Unitatea centrală a Centralei Nucleare de la Cernavodă au fost proiectate și fabricate la Bocșa.
Număr de angajați:
- 2005: 260[3]
- 2004: 630[5]
- 2002: 709[1]
- 1990: 5.200[3]